# Daniel Auer
Pour les articles homonymes, voir Auer.
Daniel Auer, né le 26 octobre 1994 à Thannhausen (Styrie), est un coureur cycliste autrichien.

## Biographie
En 2020, il est sélectionné pour représenter son pays aux championnats d'Europe de cyclisme sur route organisés à Plouay dans le Morbihan.
Il met un terme à sa carrière cycliste en juin 2023. 

## Palmarès sur route

### Par année
- 2014
  - 2e du Tour du Burgenland
- 2016
  - 1re étape de la Course de la Paix espoirs
  - Tour du Burgenland
  - 2e de l'Eröffnungsrennen Leonding
  - 3e du Poreč Trophy
  - 3e du championnat d'Autriche du critérium
- 2017
  - 1re étape du Triptyque des Monts et Châteaux
- 2018
  - Grand Prix Kranj
  - 2e du Grand Prix Izola
- 2019
  - Eröffnungsrennen Leonding
  - Visegrad 4 Special Series
  - 3e du Grand Prix Adria Mobil
  -  Médaillé de bronze de la course en ligne des Jeux européens
- 2021
  - 3e étape de Belgrade-Banja Luka
  - 4e étape du Tour de Szeklerland
  - 3e étape du Tour du Frioul-Vénétie Julienne
  - 2e du championnat d'Autriche du critérium
  - 2e du Tour de Szeklerland
- 2022
  - Trofej Umag-Umag Trophy
  - Grand Prix Slovenian Istria

### Classements mondiaux
| Année                                 | 2016 | 2017  | 2018 | 2019 | 2020 | 2021 | 2022 |
| ------------------------------------- | ---- | ----- | ---- | ---- | ---- | ---- | ---- |
| Classement mondial                    | 772e | 1933e | 899e | 370e | nc   | 544e | 681e |
| UCI Europe Tour                       | 512e | 1226e | 565e | 298e | nc   | 437e | 526e |
| UCI Asia Tour                         | 512e | nc    | nc   |      |      |      |      |
|                                       |      |       |      |      |      |      |      |
| Légende : nc = non classéSource : UCI |      |       |      |      |      |      |      |

## Palmarès sur piste

### Championnats nationaux
- 2020
  -  Champion d'Autriche de l'omnium
  -  Champion d'Autriche de scratch
  - 2e du championnat d'Autriche de poursuite
- 2021
  -  Champion d'Autriche de poursuite
  - 2e du championnat d'Autriche de course aux points
  - 3e du championnat d'Autriche de l'omnium